# Ахметово (деревня, Татарстан)
Ахме́тово — деревня в Нурлатском районе Республики Татарстан Российской Федерации. Административный центр Ахметовского сельского поселения.

## География
Деревня расположена на границе с Самарской областью, в 12 км к западу от города Нурлат.

## История
Деревня основана в начале 1920-х годов. Входила в Егоркинскую волость Чистопольского кантона ТАССР. С 10 августа 1930 года в Октябрьском (с 10 декабря 1997 года — Нурлатский) районе.

## Население
| 1926 | 1938 | 1949 | 1958 | 1970 | 1979 | 1989 | 2000 |
| ---- | ---- | ---- | ---- | ---- | ---- | ---- | ---- |
| 254  | 270  | 220  | 208  | 302  | 233  | 138  | 171  |

## Экономика
Полеводство, скотоводство.

## Социальная инфраструктура
Начальная школа